# Jiříčkov
Jiříčkov (německy Jiritschkow) je malá vesnice, část obce Světlá pod Ještědem v okrese Liberec. Nachází se asi půl kilometru jihovýchodně od Světlé pod Ještědem. Jiříčkov leží v katastrálním území Světlá pod Ještědem o výměře 7,92 km². Na vsí se tyčí vrch Mazova horka.

## Historie
První písemná zmínka o vesnici pochází z roku 1539.

## Fotogalerie

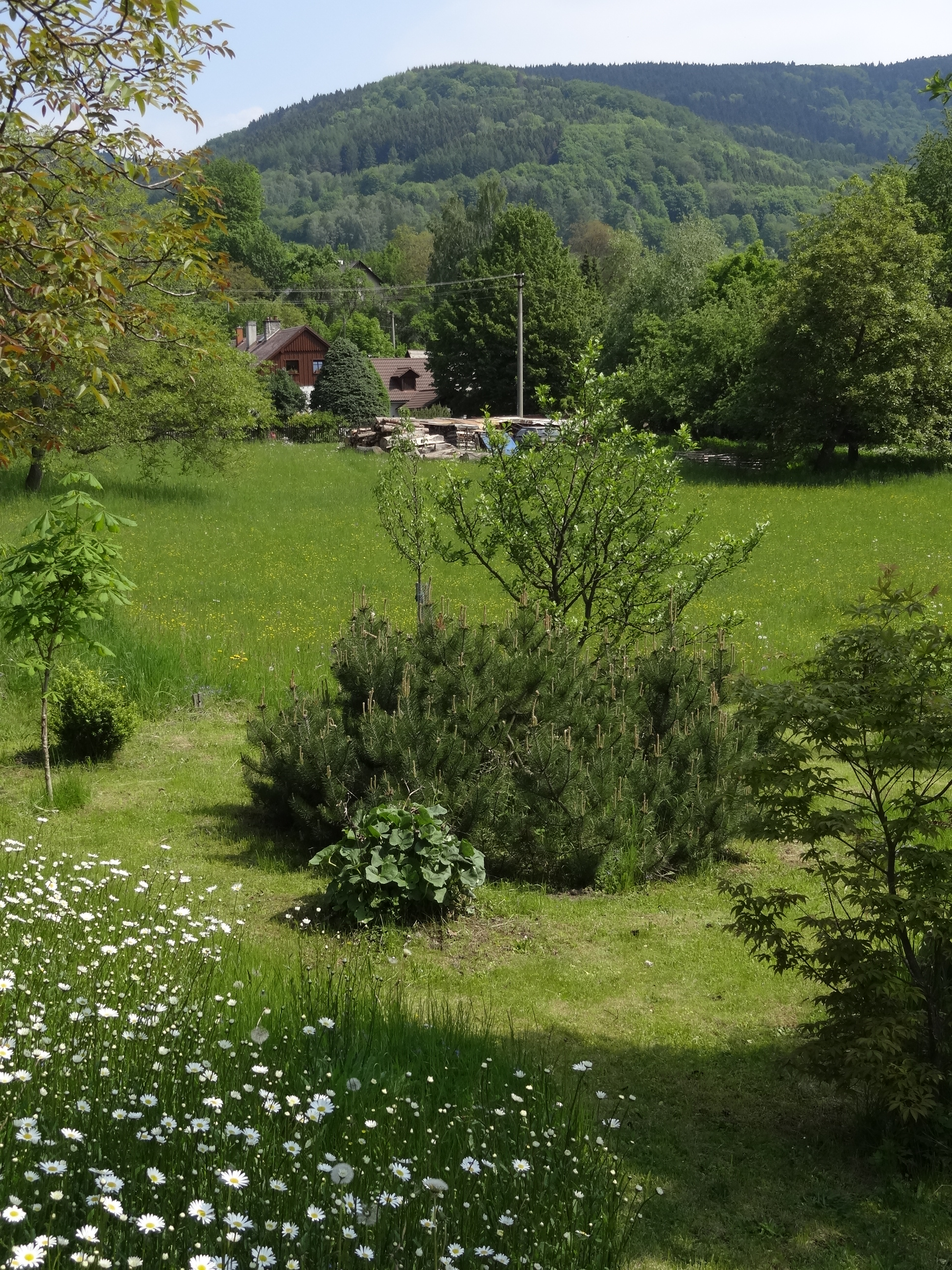
celkový pohled od jihu, v pozadí Vápenice
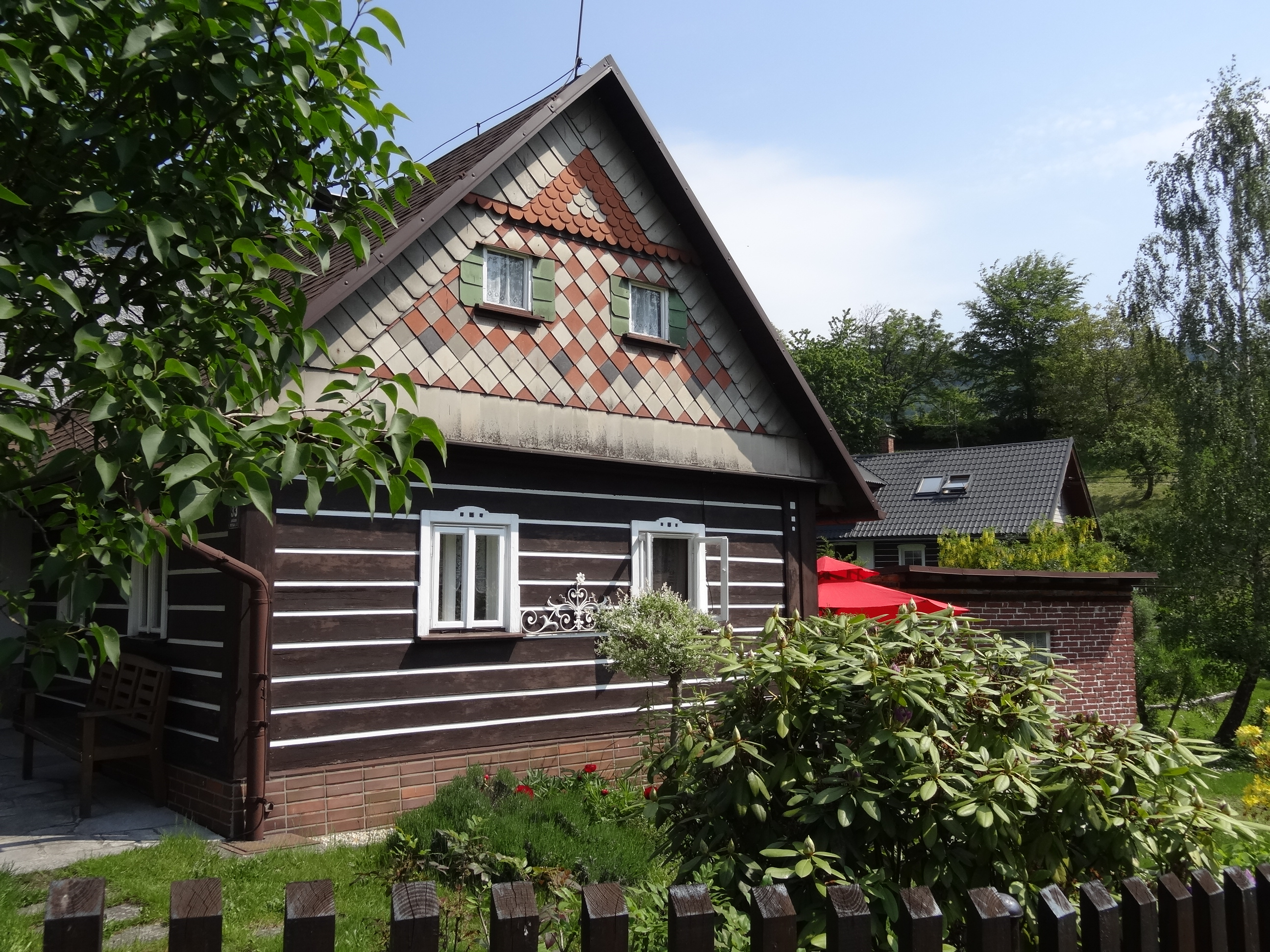
chalupa čp. 33
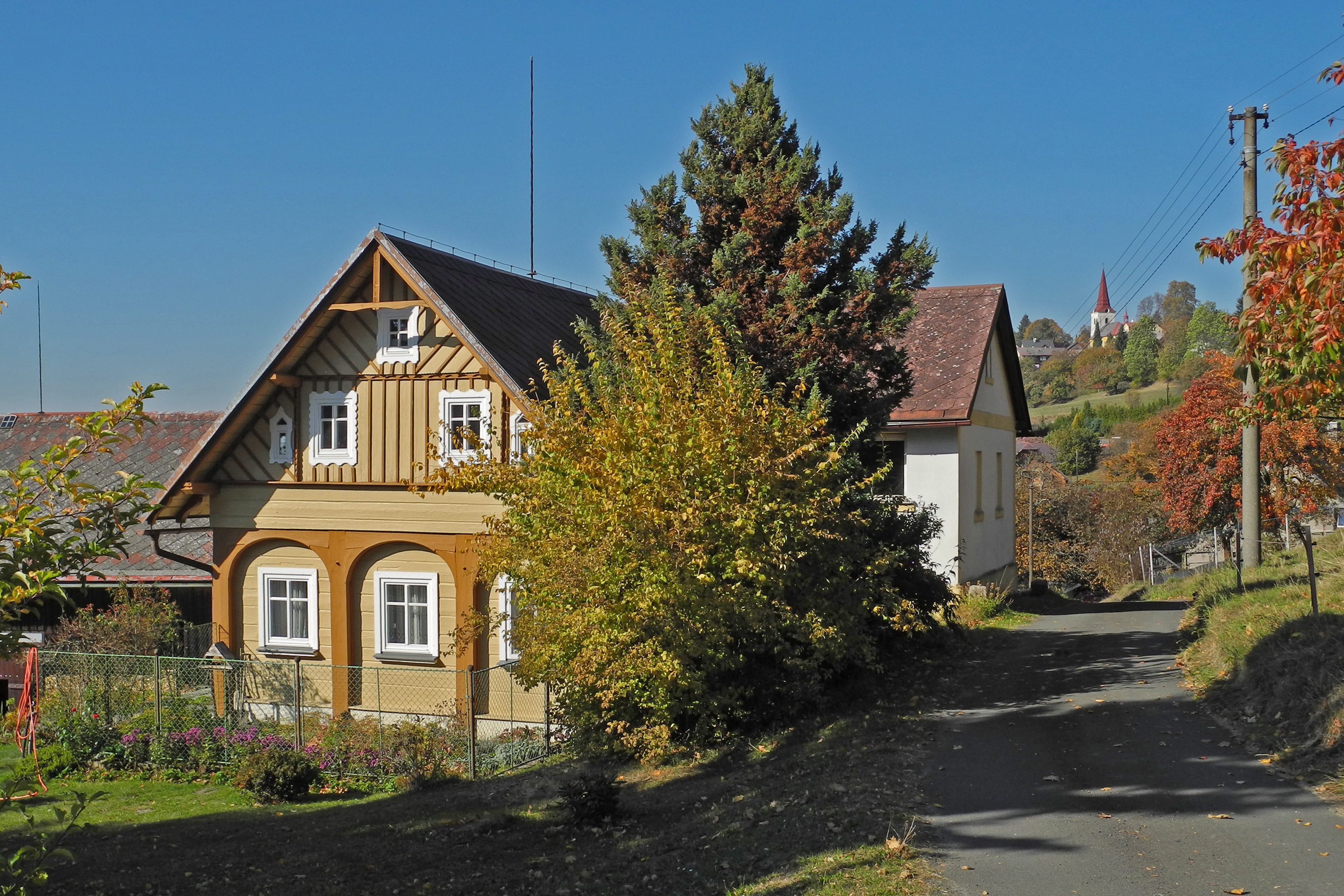
chalupa čp. 3
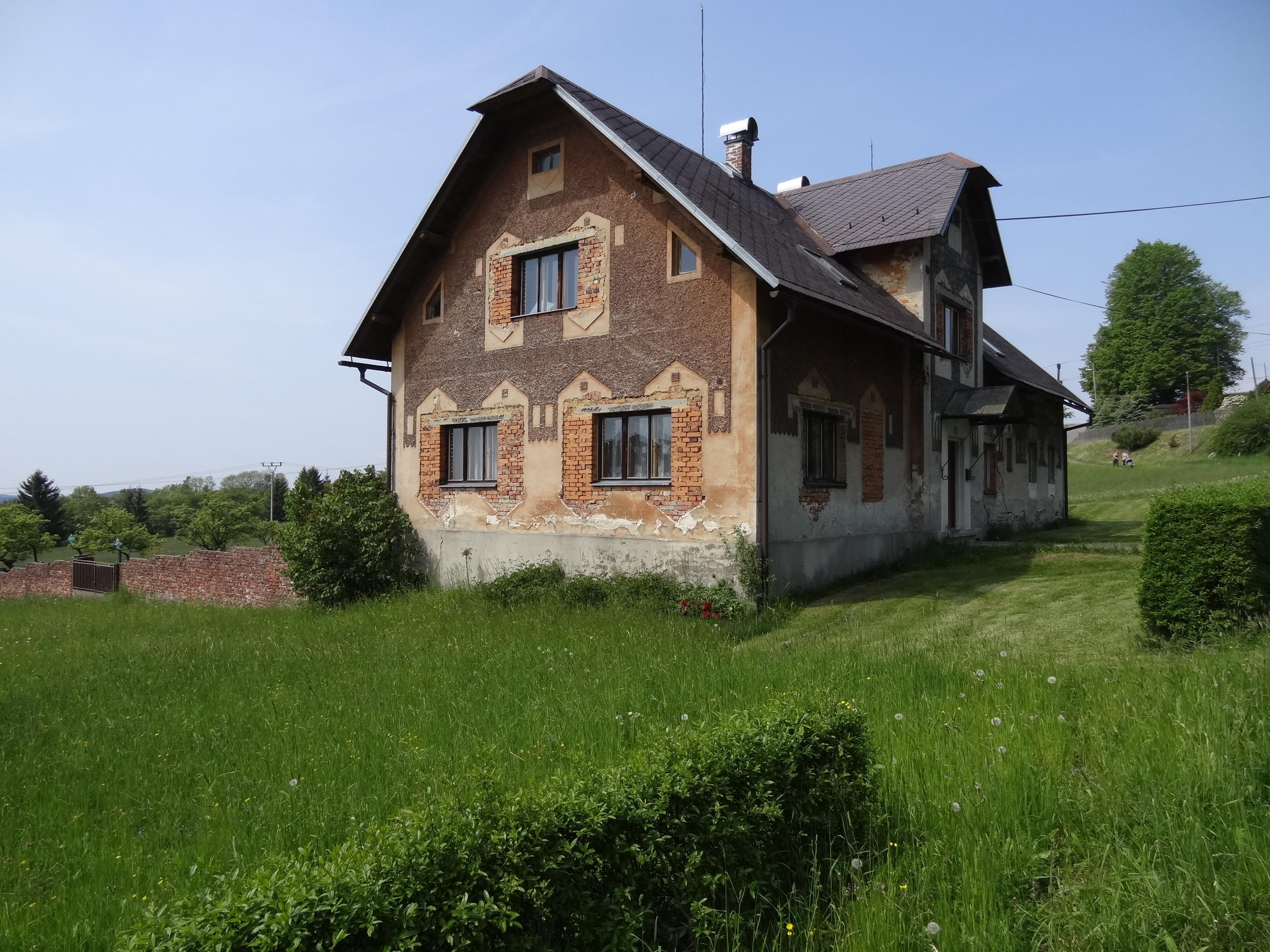
dům čp. 38
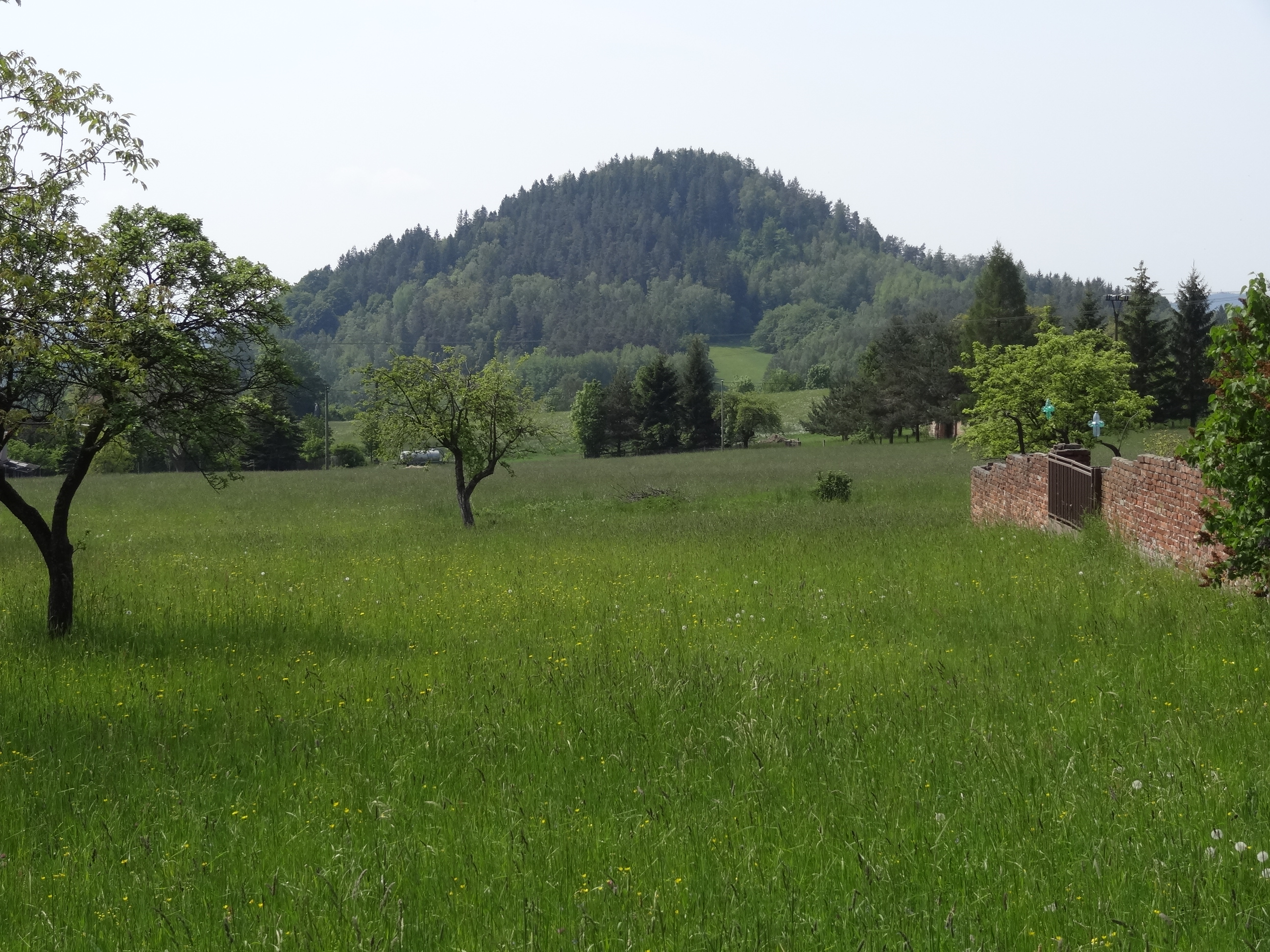
Mazova horka od Jiříčkova